# Vacanță prin Europa
Vacanță prin Europa (în engleză National Lampoon's European Vacation) este un film de comedie american din 1985, regizat de Amy Heckerling și avându-i un rolurile principale pe Chevy Chase și Beverly D'Angelo. Acesta este cel de-al doilea film din seria National Lampoon's Vacation. Dana Hill și Jason Lively îi înlocuiesc pe Dana Barron și Anthony Michael Hall în rolurile copiilor familiei Griswold, Audrey și Rusty. După ce Hall a refuzat să apară în acest rol (el a decis să joace în Weird Science), producătorii au decis să-i înlocuiască pe ambii copii.
Acesta, alături de Hotel Hell Vacation, a fost singurul film din seria National Lampoon's Vacation în care nu apare Randy Quaid în rolul "vărului Eddie". În plus, în Vacanță prin Europa, numele familiei este văzut ca "Griswald", deși în fiecare film el este pronunțat "Griswold".

## Rezumat
Acest film prezintă o altă serie de aventuri ale familiei Griswold. Cuplul Clark (Chase) și Ellen Griswold (D'Angelo) locuiesc într-o suburbie din Chicago, împreună cu cei doi copii, Rusty și Audrey. Familia concurează într-un joc spectacol  numit "Pig in a Poke" și câștigă o excursie cu toate cheltuielile plătite în Europa. Într-un tur al Europei de Vest, creează haos pe unde se duc. Ei stau într-un hotel din Londra la care lucrează un funcționar neglijent (Mel Smith). În timp ce mergeau cu mașina englezească închiriată de ei, un galben Austin Maxi, Clark conduce câteva ore într-un sens giratoriu din Lambeth Bridge, neputând să iasă din trafic din cauza traficului în direcția opusă modului de conducere american. Obiceriul său de a conduce pe dreapta îl face să lovească în mod repetat mașini și dă chiar peste un biciclist speriat (Eric Idle), care reapare în scene diferite, ca o coincidență. La Stonehenge, Clark dă mașina cu spatele și lovește o piatră monolit, care cade antrenând toate celelalte pietre ca într-un joc de domino, ei părăsind scena fericiți fără să-și dea seama. 
La Paris, Clark aruncă bereta lui Rusty de pe puntea de observație a Turnulul Eiffel, provocând cățelul unei doamne să sară după el; mai târziu, tânărul Rusty întâlnește o prostituată la un spectacol de can-can din Paris. În timp ce erau la Paris, camera video a familie ieste furat de un trecător (Didier Pain), pe care Clark îl rugase să-i facă o fotografie de familie. De asemenea, Clark, cu franceza lui oribilă, reușește să insulte fiecare nativ francez. 
Membrii familiei Griswold intră în casa unui cuplu în vârstă dezorientat dintr-un sat german (Willy Millowitsch, Erika Wackernagel), pe care-l confundă cu niște rude germane, dar care le servesc cina oricum, fiecare vorbind în limba lui. Clark reușește să transforme un dans popular bavarez într-o încăierare de stradă, după care el, fugit în grabă, își blochează mașina Citroën DS într-o străduță medievală prea îngustă. 
Ajunși la Roma, membrii familiei Griswold închiriază o mașină de la un birou de turism. Cu toate acestea, ei nu știu că adevăratul managerul este imobilizat de doi hoți. Șeful hoților le dă o mașină în al cărei portbagaj se află legat adevăratul director al firmei. El susține că a pierdut cheile de la portbagaj. Mai târziu, familia Griswold merge la cumpărături. A doua zi, Ellen este șocată să descopere scene sexy filmate anterior de Clark cu camera video furată pe un panou publicitar la un film pornografic, simțindu-se complet umilită. După ce își varsă furia asupra lui Clark (care i-a spus că a sters videoclipul), Ellen intră în hotel, unde-l întâlnește pe hoțul care le-a închiriat mașina. Ea îi mărturisește necazurile ei recente fără să știe totuși că el este un hoț. Omul încearcă apoi să pună mâna pe cheile de la mașină, care sunt în poșeta ei. Cu toate acestea, el nu reușește, iar poliția ajunge la hotel și Ellen încearcă să scape. Ea este răpită de el, determinându-l pe Clark să o salveze. La sfârșit, în timp ce zboară înapoi în Statele Unite ale Americii, Clark reușește să facă avionul să agațe torța Statuii Libertății și să o întoarcă cu susul în jos. 
În film au scurte apariții John Astin (interpretând pe prezentatorul emisiunii "Kent Winkdale"), Moon Unit Zappa, Robbie Coltrane, Maureen Lipman, Leslie Phillips, Ballard Berkeley, Eric Idle și o apariție muzicală a formației The Power Station ("Some Like It Hot").

## Distribuție
- Chevy Chase - Clark Griswold
- Beverly D'Angelo - Ellen Griswold
- Dana Hill - Audrey Griswold
- Jason Lively - Russell "Rusty" Griswold
- William Zabka - Jack
- Victor Lanoux - hoțul
- Massimo Sarchielli - celălalt hoț
- Eric Idle - biciclistul
- Robbie Coltrane - bărbatul din baie
- Mel Smith - recepționerul de la hotelul din Londra
- Ballard Berkeley - omul cu spoilerul auto rupt
- John Astin - Kent Winkdale
- Moon Unit Zappa - iubita lui Rusty din California
- Gwen Nelson - mama directorului hotelului

## Peisaje și locuri
Faimoasele peisaje și locuri care apar în timpul călătoriei familiei în Anglia, Franța, Germania de Vest și Italia includ:
- Tower Bridge din Londra
- Sensul giratoriu de la Podul Lambeth (Clark conduce mașina într-un sens giratoriu și nu poate să iasă din trafic)
- Palatul Buckingham
- Aeroportul Internațional Heathrow
- Big Ben (pe care Clark îl anunță în mod repetat copiilor la fiecare buclă din sensul giratoriu de pe Podul Lambeth)
- Palatul Westminster
- Stonehenge (pe care ei îl lovesc accidental cu mașina și care cade ca piesele de domino)
- Malul stâng din Paris
- Turnul Eiffel
- Muzeul Luvru
- Catedrala Notre Dame de Paris
- Colosseumul din Roma
- Treptele spaniole

Alte locații folosite în film sunt:
- Statuia Libertății (avionul se lovește de torța statuii și o răstoarnă)
- Notting Hill (unde Clark dă peste personajul interpretat de Eric Idle)

Scenele presupuse a avea loc în Germania de Vest au fost filmate de fapt în Italia (Brixen).

## Recepție

### Box office
Filmul a fost lansat la 26 iulie 1985 în 1.546 cinematografe din SUA și a adus încasări de 12.329.627 $ în primul week-end, clasându-se pe locul 1 la box office. Încasările de pe piața internă au ajuns la 49.364.621 $.

### Reacții critice
Filmul a obținut recenzii critice, doar 40% dintre comentatorii de pe situl Rotten Tomatoes dându-i un rating pozitiv.

## Coloană sonoră
| Cântec                  | Artist              |
| ----------------------- | ------------------- |
| Holiday Road            | Lindsey Buckingham  |
| Some Like It Hot        | Power Station       |
| Town Called Malice      | The Jam             |
| Problèmes d'amour       | Alexander Robotnick |
| Ça plane pour moi       | Plastic Bertrand    |
| Pig In a Poke           | Danny Gould         |
| Baby It's You, Yes I Am | Danger Zone         |
| New Looks               | Dr. John            |
| Back in America         | Network             |

## Continuări
- Un Crăciun de neuitat (1989)
- Vacanță în Las Vegas (1997)
- Vacanță de Crăciun 2 (2003)
- Hotel Hell Vacation (2010)